# Parafia Świętej Rodziny w Hucie Komorowskiej
Parafia Świętej Rodziny w Hucie Komorowskiej – parafia rzymskokatolicka znajdująca się w Hucie Komorowskiej i należąca do diecezji sandomierskiej w dekanacie Raniżów. W 1991 wyodrębniona z parafii Majdan Królewski. Prowadzą ją księża diecezjalni. Kościół parafialny pw. Świętej Rodziny w Hucie Komorowskiej wybudowany w 1987.